# Bandar Baharu (district)
Bandar Baharu is een district in de Maleisische deelstaat Kedah.
Het district telt 42.000 inwoners op een oppervlakte van 270 km².